# Taller Coreográfico de la UNAM
El Taller Coreografico de la UNAM (TCUNAM) es una compañía de ballet fundada por Gloria Contreras en septiembre de 1970. Sus sedes son la Sala Miguel Covarrubias del Centro Cultural Universitario y el Teatro Estefanía Chávez Barragán de la Facultad de Arquitectura, ambos de la Universidad Nacional Autónoma de México. Su director artístico en la actualidad es Diego Vázquez

## Fundación

Cartel XXIX temporada del Taller Coreográfico de la Universidad Nacional Autónoma de México, 1983.

Tras una serie de reuniones con Difusión Cultural de la UNAM, Gloria Contreras y Eduardo Mata, Director de Orquesta, colaboraron para crear el Taller Coreográfico de la UNAM, aunque en un primer momento se rechazó la propuesta de crear esta compañía dentro de la Universidad, debido a que ya existía otro grupo Coreográfico, el Ballet Folklórico de la UNAM. El Taller tuvo como primera sede el Teatro Arquitecto Carlos Lazo de la Facultad de Arquitectura, y ese primer cuerpo de bailarines se componía en su totalidad de extranjeros, ya que, según Gloria Contreras, realizó audiciones pero nadie acudió a estas, aunque en los primeros años se fueron integrando bailarines mexicanos.
Hasta abril de 1971, el TCUNAM realizó su temporada inaugural en el Teatro Jiménez Rueda de la Ciudad de México.

## Sala Miguel Covarrubias
Antes de cumplir los 10 años del grupo, el TCUNAM tuvo un conflicto con el entonces Rector Guillermo Soberón debido a que este último quiso desaparecer el Taller. Después de la solución a este problema, se decidió construir la Sala Miguel Covarrubias ubicada en el Centro Cultural Universitario, que quedó a cargo de Gloria Contreras como nueva sede del Taller. En diciembre de 1980 se inauguró dicho recinto con la presencia del Rector, además del acompañamiento de la OFUNAM.
A partir de ese momento, la Sala se convirtió en la principal sede de la compañía, Y ha sido anfitrión de varios bailarines y compañías internacionales como Alan Lake Factori(e) (Canadá), Vertigo Dance Company (Israel), Tereza Hadrilková (República Checa), Sebastián García Ferro (España).